# Hornsömmern
Hornsömmern est une commune allemande de l'arrondissement d'Unstrut-Hainich, Land de Thuringe.

## Géographie
| Wolferschwenda | Großenehrich |           |
| Mittelsömmern  | Hornsömmern  | Kutzleben |
|                | Haussömmern  |           |